# Deli Antal
Deli Antal (Gerényes, 1886. szeptember 16. – Szentendre, 1960. március 1.) magyar festő, a szentendrei művésztelep tagja.

## Életpályája
Deli Antal és Kocsis Mária fia. 1903-ban Budapesten szobafestőként dolgozott. 1907–1911 között az Iparrajziskola diákja volt. 1912–1914 között a Képzőművészeti Főiskola hallgatója volt. 1913–1914 között, valamint 1924-ben Nagybányán dolgozott; itt találkozott későbbi feleségével, Bacher Rózsi (1897–1956) festővel, akivel 1925. január 29-én Budapesten, a Terézvárosban kötött házasságot. 1914–1918 között katonaként szolgált az első világháborúba. 1918-ban ismét a  Képzőművészeti Főiskola tanulója lett, ahol Ferenczy Károly és Réti István oktatta. 1921-ben Bicskén tevékenykedett gróf Batthyány Gyulánál. 1922-ben Münchenben volt ösztöndíjas, a Szinyei Merse Pál Társaság támogatásával. 1927-ben Párizsban, 1928-ban Olaszországban tanult tovább. Az 1930-as években lett a szentendrei művésztelep tagja. 1961-ben műveiből Szentendrén emlékkiállítást szerveztek.
A Magyar Alkotóművészeti Közalapítvány és a Magyar Képzőművészek és Iparművészek Szövetsége tagja volt.

## Művei
- Szőnyi István fest az Akadémián (1920)
- Ivó (1923)
- Nagybányai udvar (1924)

## Díjai
- Nemes Marcell-díj (1922)